# Bartol Berislavić
Bartol Berislavić  (oko polovice 15. stoljeća – 1522.), hrvatski velikaš iz Slavonije, prior vranski i ban Jajačke banovine (1507.). iz hrvatske plemenitaške obitelji Berislavića, ogranka Berislavića Grabarskih.
Kao prior vranskog priorata prvi put spominje 1475. godine. Ovisno o izvorima, njegov se mandat priora stavlja u razdoblje od 1475. do 1512. godine.
Zabilježeno je da kad je postao priorom da je poticao svoje rođake Berislaviće Grabarske, braću Nikolu Dežea, Martina i Ivana Berislava napasti slavonska imanja Joba Gorjanskog. Njihove su postrojbe to i napravile, na što je reagirao sami kralj Matijaš te je proveo istragu protiv Berislavića.
Kad je velikaš Matko Talovac ocijepio grad Belu i imanje belsko od vrankog priorata, Bartol je 1485. godine sudski reagirao. Tužio je zagorske grofove braću Jurja i Vilima Vitovca i u tužbi je tražio da se prioratu vrati nazad grad Bela i prioratska imanja.
Bio je jednim od moćnika koji nisu poštovali kralja Vladislava II. (uz hercega Lovru Iločkog, Ivana Hlapčića i Lovru Banića i još neke). Radio je na slabljenju kraljeve moći. Kad je kralju dosadilo to kraljevanje pored njega živog, krenuo je u ratni pohod protiv najvećeg protivnika, Lovru Iločkog. Pohod je prošao uspješno za kralja, a stao je tek kad se kralj izmirio s hercegom Iločkim. Jedan od argumenata koji je pridonio izmirenju je bio taj da je Lovro Iločki bacio svu krivnju na vranskog priora Berislavića.
Bartol je Berislavić sudjelovao u borbama s Turcima 1500-ih godina. Dok mu je rođak Franjo Berislavić diplomatski na stvaranju vojnog saveza Mletačke Republike, pape i kralja Vladislava Jagelovića, koji je Franjo i uspio ostvariti te poslije sprovesti u djelo pri deblokadi Jajca 1501., Bartol je Berislavić 1502. sa svojim i postrojbama Josipa Soma provalio u Bosni, no kao ni slične onovremene akcije nije postigao rezultat.
1507. je obnašao dužnost jajačkog bana, došavši na to mjesto nakon Ivana Bebeka.

## Vanjske poveznice
- Berislavići Grabarski – Hrvatska enciklopedija
- Berislavići – Hrvatski biografski leksikon